# 海南冷水花
海南冷水花（学名：Pilea tsiangiana）是荨麻科冷水花属的植物。分布在越南以及中国大陆的广西、海南等地，多生长在山谷密林下阴湿处及溪边，目前尚未由人工引种栽培。